# Друенто
Друенто (итал. Druento) је насеље у Италији у округу Торино, региону Пијемонт.
Према процени из 2011. у насељу је живело 8232 становника. Насеље се налази на надморској висини од 281 м.

## Становништво
| 1936. | 1951. | 1961. | 1971. | 1981. | 1991. | 2001. | 2011. |
| ----- | ----- | ----- | ----- | ----- | ----- | ----- | ----- |
| 2.503 | 2.715 | 3.413 | 5.702 | 7.243 | 7.567 | 8.235 | 8.436 |